# Corinna Onnen
Corinna Onnen (* 1962 in Oldenburg) ist eine deutsche Professorin für Allgemeine Soziologie und Vizepräsidentin für Forschung, Nachwuchsförderung und Transfer an der Universität Vechta.

## Leben und Wirken
Nach dem Studium der Sozialwissenschaften an der Carl-von-Ossietzky Universität Oldenburg bis 1986 war sie dort als wissenschaftliche Mitarbeiterin in verschiedenen Forschungsprojekten zu familien- und medizinsoziologischen Fragestellungen. Sie promovierte 1992 zum Dr. rer. pol. mit dem Thema "Berufs- und Lebensverläufe von Hochschullehrerinnen. Eine Retrospektivbefragung von Professorinnen in den alten Bundesländern".
Onnen habilitierte sich 1999 an der Otto-von-Guericke Universität Magdeburg mit der Schrift "Wenn der Familienbildungsprozeß stockt... Eine empirische Studie über Streß und Coping-Strategien reproduktionsmedizinisch behandelter Partner". Nach mehreren Lehrstuhlvertretungen, unter anderem Mikrosoziologie an der Humboldt-Universität zu Berlin 2001 und Sozialstrukturanalyse und Familiensoziologie an der Friedrich-Alexander-Universität Erlangen-Nürnberg 2002 bis 2003, baute sie von 2003 bis 2005 den Lehrstuhl für Gender Studies an der Universität Regensburg auf. Danach war sie als freiberufliche Soziologin und Managementberaterin tätig, bis sie die Vertretung der Allgemeinen Soziologie an der Rheinisch-Westfälischen Hochschule Aachen 2006 bis 2007 und daraufhin die der Soziologie an der Hochschule Vechta 2007 bis 2008 übernahm. Danach übernahm sie 2008 als ordentliche Universitätsprofessorin für Soziologie an der Universität Vechta den Lehrstuhl für allgemeine Soziologie an der Hochschule, die seit 2010 Universität Vechta heißt. Seit 2022 ist sie zudem Dekanin der Fakultät II.
Ihre Forschungsschwerpunkte sind: Familien-, Geschlechter- und Medizinsoziologie mit empirischem Schwerpunkt zu den Themen Ehescheidungen, Kinderlose Ehen, Berufs- und Lebensverläufe von Frauen im Universitätsbereich, Reproduktionstechnologien, der Arbeitsmarkt von Frauen in der Region.
Von 2014 bis 2021 war Corinna Onnen Sprecherin der Landesarbeitsgemeinschaft für Frauen- und Geschlechterforschung Niedersachsen LAGEN.

## Veröffentlichungen (Auswahl)
- Mit Susanne Rode-Breymann (Hrsg.): Zum Selbstverständnis der Gender Studies. Methoden – Methodologien – theoretische Diskussionen und empirische Übersetzungen. Leverkusen 2017, Verlag Barbara Budrich.
- Mit Rita Stein-Redent: Neues (?) aus der Familiensoziologie. Sammelrezension. In: Soziologische Revue 2017; 40(2), S. 196–209
- Mit Susanne Rode-Breymann: Frauen- und Geschlechterforschung in Niedersachsen. In: Onnen, Corinna, Rode-Breymann, Susanne (Hg.): Zum Selbstverständnis der Gender Studies. Methoden – Methodologien – theoretische Diskussionen und empirische Übersetzungen. Leverkusen 2017, Verlag Barbara Budrich, S. 7–12.
- Mit Monique Tannhäuser: Oberärztin in der Hochschulmedizin – Sprungbrett oder Endstation? Eine Analyse von Berufsbiographien zur Erklärung "geschlechterspezifischer" Karriereverläufe. In: Onnen, Corinna, Rode-Breymann, Susanne (Hg.): Zum Selbstverständnis der Gender Studies. Methoden – Methodologien – theoretische Diskussionen und empirische Übersetzungen. Leverkusen 2017, Verlag Barbara Budrich, S. 167–183.
- Mit Rita Stein-Redent: Frauen sterben anders als Männer. Soziologische Überlegungen zu einer demographischen Beobachtung. In: Jakoby, Nina, Thönnes, Michaela (Hg.): Zur Soziologie des Sterbens. Aktuelle theoretische und empirische Beiträge. Wiesbaden 2017, Springer VS, S. 71–90. ISBN 978-3-658-11874-7, doi:10.1007/978-3-658-11874-7_5
- Die Metapher der 'Neuen Väter' – Eine Annäherung an widersprüchliche Rollenbilder. In: Junge, Matthias (Hg.): Die Metaphorik soziologischer Zeitdiagnose. Wiesbaden 2016, VS-Verlag für Sozialwissenschaften, S. 63–77. ISBN 978-3-658-07080-9, doi:10.1007/978-3-658-07080-9_5
- Studying Gender to teach Gender – Zur Vermittlung von Gender-Kompetenzen. In: Wedl, Juliette, Bartsch, Annette: Teaching Gender. Zum reflektierten Umgang mit Geschlecht im Schulunterricht und in der Lehramtsausbildung. Bielefeld 2015, transcript, S. 83–101.
- Von der ersten deutschen Frauenbewegung zu den Gender Studies. Peter Nitschke (Hg.): Kulturwissenschaften der Moderne. Band 3: Das 20. Jahrhundert. Frankfurt am Main, Berlin, Bern u. a. 2015, Peter Lang. S. 119–133.
- Nicht-wählbare Beziehungen. Eine empirische Studie zu Schwesternbeziehungen im Lebensverlauf. In: Brock, Inés (Hg.). Bruderheld und Schwesterherz. Geschwister als Ressource. Gießen 2015, psychosozialVerlag, S. 99–114.
- Faster, higher, better? The race for growth and the consequences for families. In: Hendrix, Sven (ed.). Family in Career an Science. 2015, smartsciencecareer.com. pp. 79–86.
- Das bürgerliche Familienideal, die Rolle der erwerbstätigen Mutter und die Autonomie des Einzelnen. In: Sozialwissenschaften und Berufspraxis. Jg. 37, 2014, H. 1, S. 18–29.
- Geschlechtsspezifische Arbeitsteilung: Zur Einführung in das Themenheft. In: ZSE Schwerpunkt: Geschlechtsspezifische Arbeitsteilung als kulturelles Schema, Hg. Corinna Onnen, Jg. 33, 2013, H. 4, 341–349.
- Mit Stefan Sandkötter: Die Geschlechtstypik von Bildung, Erziehung und Sozialisation. In: Enzyklopädie Erziehungswissenschaft Online; ISSN 2191-8325. Fachgebiet/Unterüberschrift: Erziehungs- und Bildungssoziologie, Mikrosoziologische Analysen: Gruppen und Akteure im Lebensverlauf, Barbara Dippelhofer-Stiem und Sebastian Dippelhofer (Hg.), Weinheim und Basel 2012, Beltz Juventa.
- Mit Vera Bollmann: Studienbuch Gender & Diversity. Eine Einführung in Fragestellungen, Theorien und Methoden, Frankfurt am Main, 2010, Peter Lang.
- Wenn der Familienbildungsprozeß stockt... Eine empirische Studie über Streß und Coping-Strategien reproduktionsmedizinisch behandelter Partner. Berlin und Heidelberg 2010, Springer-Verlag, ISBN 978-3-642-56984-5, doi:10.1007/978-3-642-56984-5.
- Berufs- und Lebensverläufe von Hochschullehrerinnen. Eine Retrospektivbefragung von Professorinnen in den alten Bundesländern. Oldenburg 1992, Dissertation.